# Правительственная комиссия Зигмарингена
Правительственная комиссия Зигмарингена (фр. Commission gouvernementale de Sigmaringen или Délégation gouvernementale française pour la défense des intérêts français en Allemagne, затем: Commission gouvernementale française pour la défense des intérêts nationaux) — правительство в изгнании режима Виши Франции в период 6 сентября 1944 — 22 апреля 1945 года, созданное немецкими властями во французском анклаве в Третьем Рейхе. Анклав и комиссия были учреждены по приказу Гитлера в древнем замке Гогенцоллерн-Зигмарингенов, находящемся в маленьком швабском селе Зигмаринген на юго-западе Германии. Правительственная комиссия была провозглашена 6 сентября и её президентом стал Фернан де Бринон.
Комиссия соединяла последних участников наиболее радикального крыла французского коллаборационизма. Маршал Петен, которого немцы увезли против его собственной воли из Виши в восточную Францию, а потом в Германию, не участвовал в деятельности комиссии, участия не принимал и Лаваль. Несмотря на это, оба они жили в течение этих 8 месяцев в замке Зигмаринген вместе с членами комиссии, а другие беглые французские коллаборанты были вселены в анклаве в гостиницы или другие здания. Для видимости легитимности, в Зигмарингене были созданы дипломатические представительства Германии, Японии и Итальянской социальной республики у «правительства в изгнании» вишистов.
23 апреля 1945 года, когда войска союзников вошли в Зигмаринген, «правительство» перестало существовать.